# Parc naturel régional de l'île de Sant'Andrea et de la côte de Punta Pizzo
Le parc naturel régional de l'île de Sant'Andrea et de la côte de Punta Pizzo (en italien : Parco naturale regionale Isola di Sant'Andrea e litorale di Punta Pizzo) est un espace naturel protégé créé dans les Pouilles en 2006 sur la côte ionienne du Salento situé dans la commune de  Gallipoli, dans la province de Lecce,.

## Historique
Le parc a été créé par la loi n°20 du 10 juillet 2006 et comprend l'île de Sant'Andrea et la partie côtière au sud de Gallipoli entre les localités de Li Foggi, Punta della Suina et Torre del Pizzo (it).

## Territoire
- L'île de Sant'Andrea, d'un diamètre de 4,5 km, est plate et très exposée aux éléments marins. Sa partie centrale au-dessous du niveau de la mer, est recouverte d'eau en hiver.
- Les zones humides, comme l'est le canal de Li Foggi.
- La côte de Punta Pizzo est composée d'étendues sableuses, protégées par des dunes, de maquis méditerranéen, de milieux humides et marécageux.

### Faune
L'île de Sant'Andrea est le seul site de nidification sur la côte ionienne et adriatique de l'Italie pour l'espèce de goéland d'Audouin (Ichthyaetus audouinii). C'est aussi une étape des migrations de l'avifaune reconnue par la directive de la CEE dans le réseau Natura 2000.

### Flore

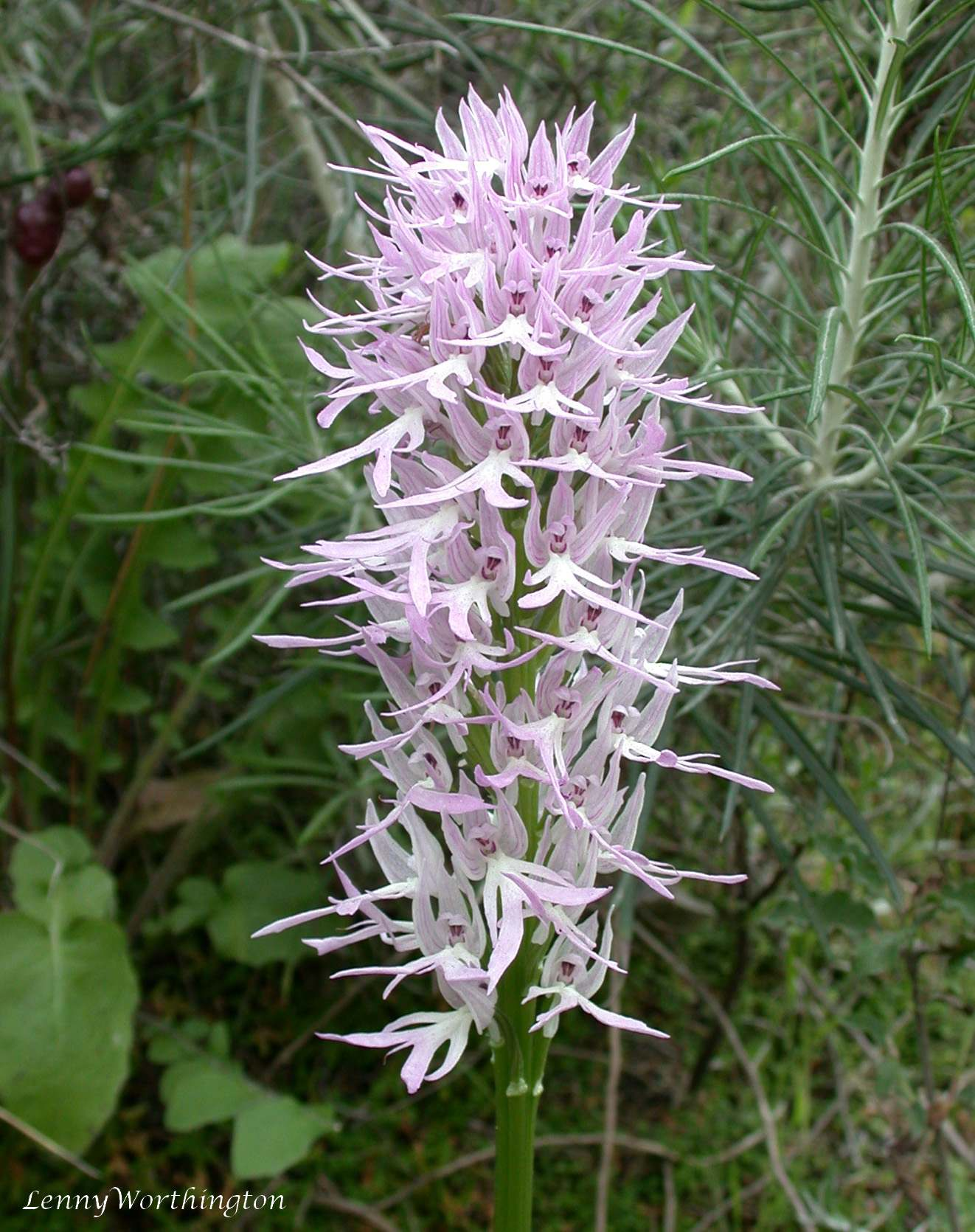
Orchis italica.

La flore est particulièrement variée. Parmi les arbustes méditerranéens, on distingue le myrte, le nerprun alaterne, le phillyrea, le genêt épineux, le lentisque, tandis que parmi la riche végétation herbacée, on note la présence d'orchidées spontanées et de la rare orchis italica. Il existe également deux légumineuses arbustives comme l'anthyllide d'Hermann avec la sous-espèce d'anagyre fétide (Anagyris foetida). 
Le 19 mars 2020, l'étude concernant la découverte d'une nouvelle espèce appelée Centaurea akroteriensis a été publiée dans la revue internationale de botanique et de science de la végétation Phytotaxa par les chercheurs du Salento Roberto Gennaio et Quintino Manni, le fiordaliso di Punta Pizzo (bleuet de Punta Pizzo), une nouvelle espèce botanique endémique de la région.

## Galerie

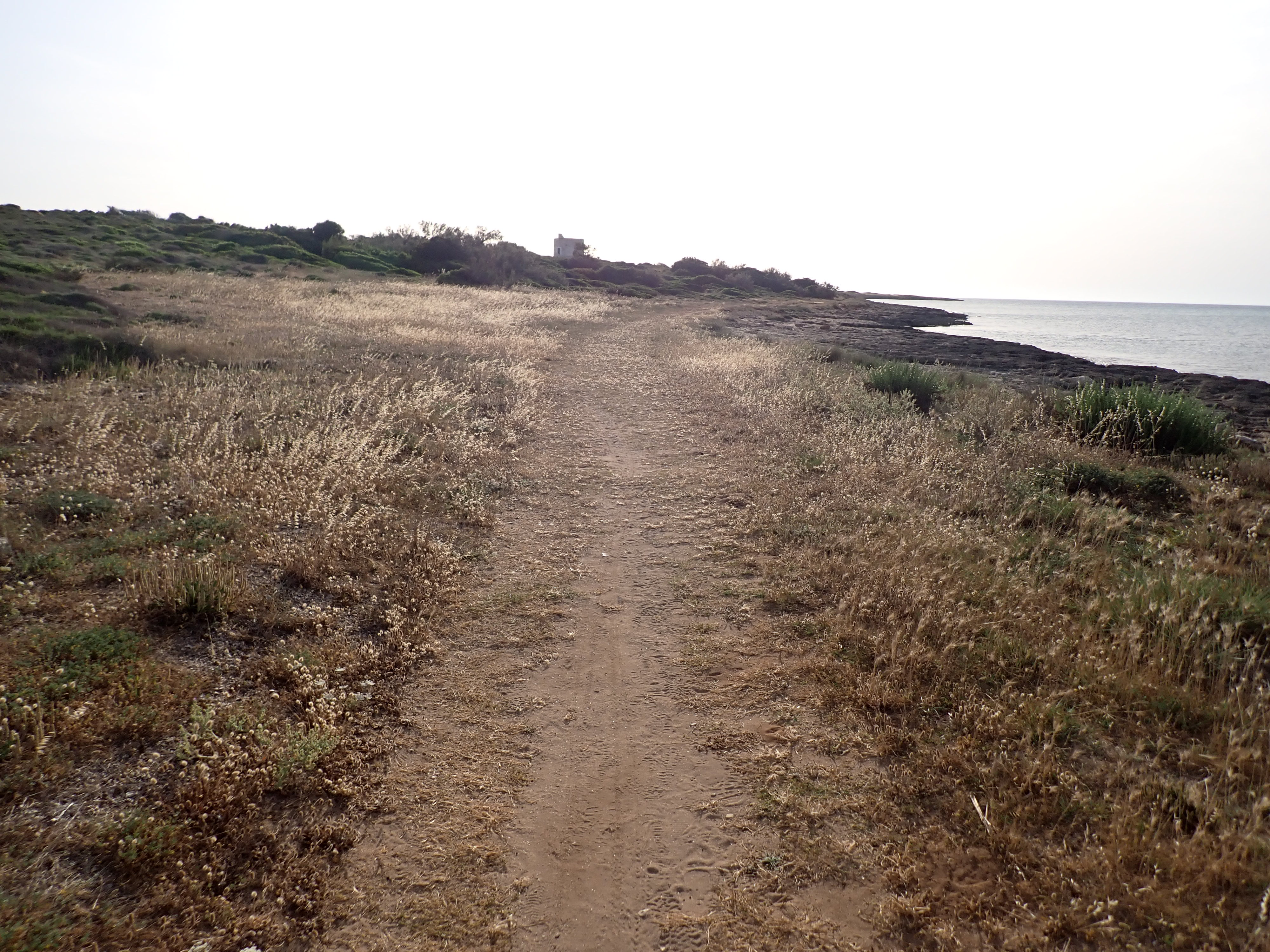
Punta del Pizzo et Torre el Pizzo.
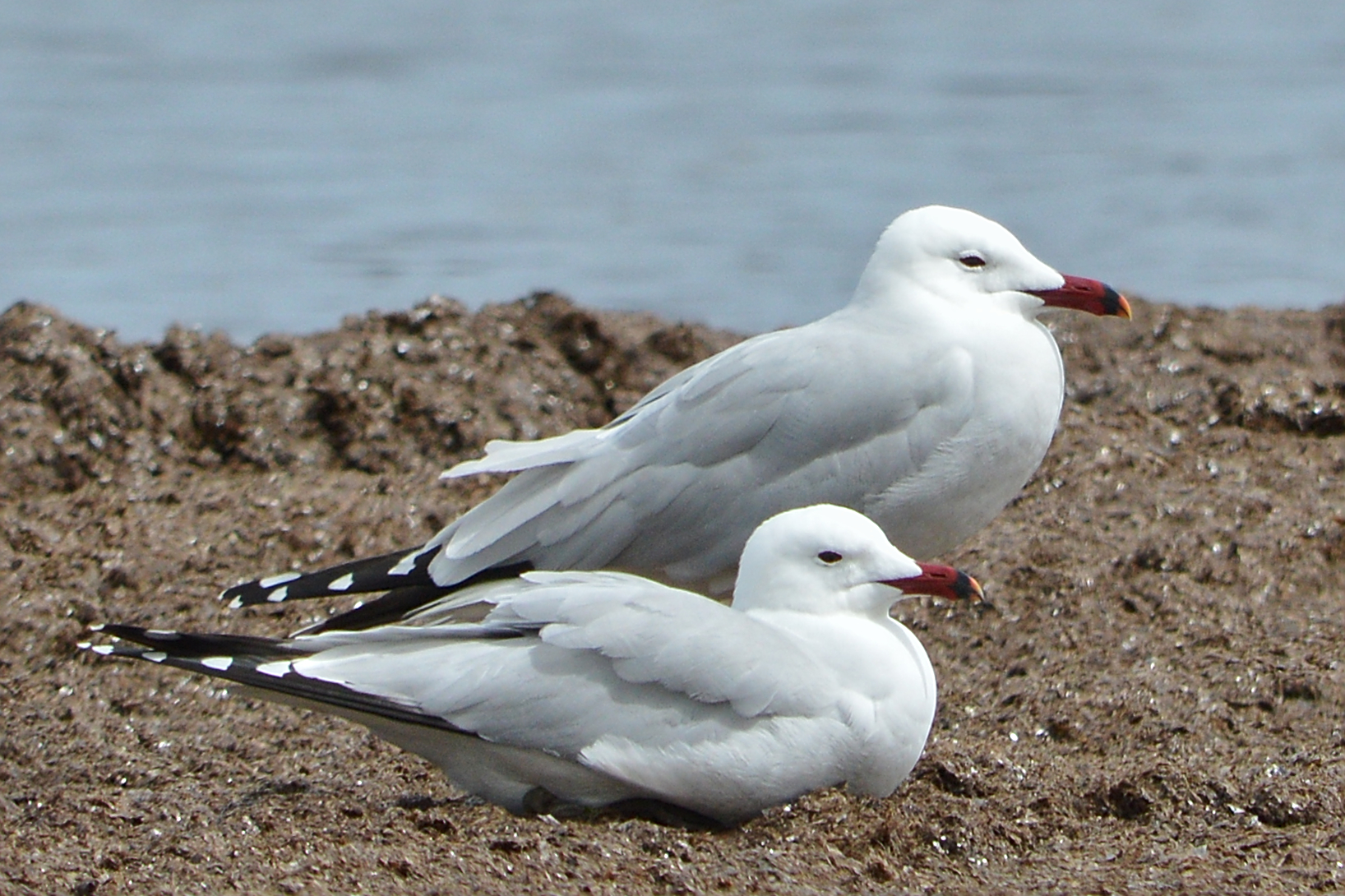
Goélands d'Audouin.